# Francis Than Htun
Francis Than Htun (* 14. März 1974 in Nyaung U) ist ein myanmarischer römisch-katholischer Geistlicher und Weihbischof in Yangon.

## Leben
Francis Than Htun besuchte das Knabenseminar in Bago und studierte anschließend Philosophie am Priesterseminar in Pyin U Lwin sowie Theologie am Priesterseminar in Yangon. Am 19. März 2002 empfing er das Sakrament der Priesterweihe für das Erzbistum Yangon.
Nach der Priesterweihe war er in verschiedenen Gemeinden in der Pfarrseelsorge tätig. Im Jahr 2003 war er für Studien auf den Philippinen im Fach Human Development freigestellt. Von 2005 bis 2011 war er Direktor des Karuna Myanmar Social Service (Caritas). Von 2011 bis 2021 hielt er sich in den Vereinigten Staaten auf, wo er eine Krankenhausseelsorgeausbildung absolvierte und in der Seelsorge tätig war. Ab 2021 war er Pfarrer der Pfarrei St. John’s im Stadtteil Cantonment in Yangon.
Papst Franziskus ernannte ihn am 26. März 2024 zum Titularbischof von Strongoli und zum Weihbischof in Yangon. Der Erzbischof von Yangon, Charles Maung Kardinal Bo SDB, spendete ihm am 8. Juni desselben Jahres in der Kathedrale von Yangon die Bischofsweihe; Mitkonsekratoren waren der Weihbischof in Yangon, Noel Saw Naw Aye, und der Bischof von Kengtung, John Saw Yaw Han.